# Зграда школе у Жаркову
Стара школа у Жаркову, на територији градске општине Чукарица, подигнута је половином 19. века. Зграда је подигнута као управна зграда жарковачке општине, да би 1880. године у њу била усељена основна школа. Представља непокретно културно добро као споменик културе.

## Изглед школе
Зидана је од тврдог материјала као једоспратна грађевина једноставног правоугаоног облика с две учионице и мањим помоћним просторијама, са подрумом испод једног дела зграде. Кров је на четири воде и покривен бибер црепом. Зграда је редак примерак сачуваних сеоских школа из 19. века и документује развој сеоског школства и услове под којима је обављана основна настава на ширем градском подручју.
Данас је зграда старе школе под заштитом Завода за заштиту споменика и у њој се налази Завичајни музеј Жарково.